# Камшичести паяци
Камшичестите паяци (Phrynichus) са род паякообразни от семейство Phrynichidae.
Таксонът е описан за пръв път от Фердинанд Карш през 1879 година.

## Видове
- Phrynichus brevispinatus
- Phrynichus ceylonicus
- Phrynichus deflersi
- Phrynichus dhofarensis
- Phrynichus exophthalmus
- Phrynichus gaucheri
- Phrynichus heurtaultae
- Phrynichus jayakari
- Phrynichus longespina
- Phrynichus madagascariensis
- Phrynichus nigrimanus
- Phrynichus orientalis
- Phrynichus phipsoni
- Phrynichus pusillus
- Phrynichus scaber
- Phrynichus spinitarsus